# William Irwin

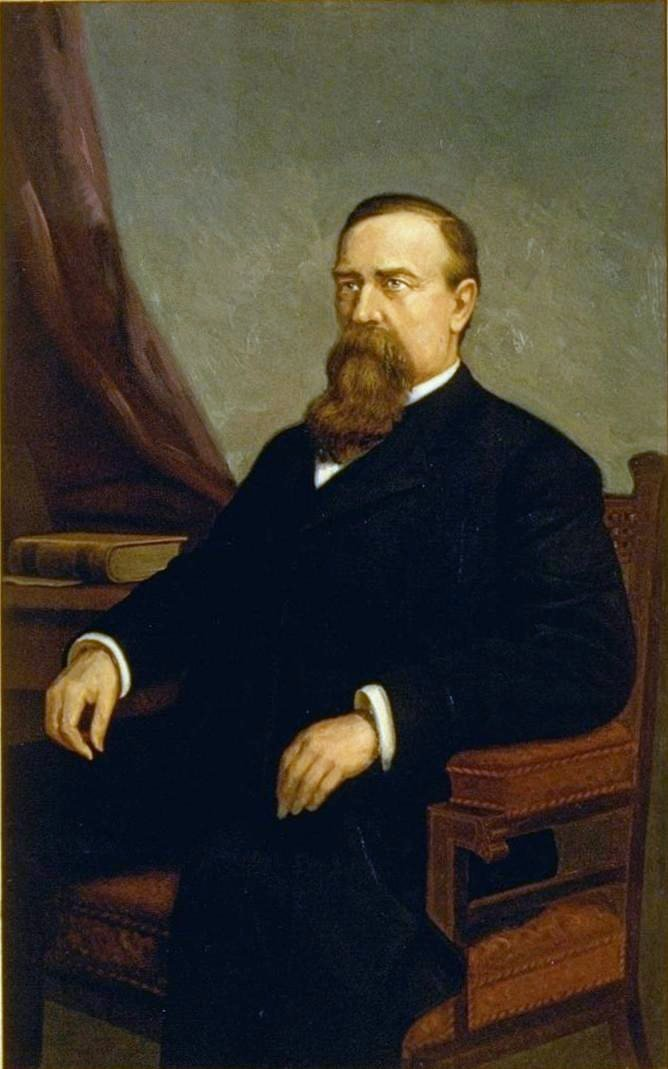
William Irwin

William Irwin (* um 1827 im Butler County, Ohio; † 15. März 1886 in San Francisco, Kalifornien) war ein US-amerikanischer Politiker (Demokratische Partei) und der 13. Gouverneur von Kalifornien.

## Biografie
Irwin absolvierte 1848 das Marietta College in Ohio. Dort fand er später eine Anstellung als Lehrer. Nach seinem Umzug nach Kalifornien war er zunächst in unterschiedlichen Stellungen in der freien Wirtschaft tätig.
Sein erstes politisches Amt war das eines Abgeordneten in der California State Assembly. Gleichzeitig war er Herausgeber einer Zeitung. Schließlich wurde Irwin in den Senat von Kalifornien gewählt und wurde sogar dessen Vorsitzender. In dieser Eigenschaft wurde er im Januar 1875 automatisch zum Vizegouverneur, nachdem der bisherige Amtsinhaber Romualdo Pacheco seinerseits Gouverneur geworden war. Der bisherige Gouverneur Newton Booth war zurückgetreten, um nach Washington in die Bundespolitik zu gehen. Irwin blieb für die nächsten neun Monate Vizegouverneur und kandidierte dann seinerseits für das Amt des Gouverneurs. Nach seinem Wahlsieg gegen den Republikaner Timothy Guy Phelps trat er im Dezember 1875 sein neues Amt an, das er bis zum Ende der Legislaturperiode innehatte. Irwin hielt nicht viel von Papiergeld und schwor auf eine harte Währung, die auf Gold und Silber basierte. Außerdem war er ein Gegner des Begnadigungsrechts für Gouverneure und forderte die Abschaffung dieses Instruments. Der frühere Gouverneur Frederick Low sagte über Irwin, sein Ruf beruhe darauf, intelligent auszusehen und seinen Mund zu halten. In der Tat verlief Irwins Amtszeit politisch recht ereignislos. Erwähnenswert ist der 1879 tagende zweite kalifornische Verfassungskonvent.
1880 schied Irwin aus dem Amt aus. Er starb am 15. März 1886 in San Francisco.